# Чудин, Виктор Фёдорович
Виктор Фёдорович Чудин - Саратовский художник, родился 8 марта 1936 года в селе Донгуз Балтайского района Саратовской области, умер 1 ноября 2016 года.

## Биографическая справка
1952—1957 г.г. учёба на живописном отделении Саратовского художественного училище;
1961—1965 г.г. работа в Польше в газете «Знамя Победы»;
1965 г. начало работы над концепцией формулы цвета;
1969 г. персональная выставка в Москве в журнале «Смена»;
1970-е г.г. создание росписей в домах культуры Саратовской области;
1987 г. первая персональная выставка в СГХМ им. А. Н. Радищева;
1991—1992 г.г. творческие поездки в Германию;
1992 г. участие в коллективных выставках «Формула цвета» в СГХМ им. А. Н. Радищева и Энгельсском краеведческом музее;
1989—1996 г.г. участие в групповых выставках в Германии;
2003 г. выставка «Акриловый период» в СГХМ им. А. Н. Радищева;
2006 г. «Формула цвета Виктора Чудина» выставка к 70-летию со дня рождения художника в СГХМ им. А. Н. Радищева;
2009—2010 г. г. серия выставок в Литературном музее им. К.Федина «Четыре сезона»;
2010 г. выставка в картинной галерее им. А.Мыльникова (г. Энгельс).
2010 г. - персональная выставка "Цвет времени" в Энгельсском краеведческом музее (г. Энгельс)

## Творчество
Виктор Чудин — одна из знаковых фигур современного изобразительного искусства города Саратов. Он притягивает своей яркой самобытностью, соединением в своём искусстве русской архаичности и европейского свободолюбия. С юности Виктор отличался подвижностью и темпераментом, но вовремя сумел направить свою энергию в русло творческих поисков. Из всех видов искусств ближе всего ему оказалась живопись, волнующая, пробуждающая яркие эмоции. Учился он, как и многие в советское время, в художественном училище, но многое постигал самостоятельно, пропуская через себя. Он создал свою живописно-образную тему, в основе которой — намеренное решение произведения в одной плоскости, упрощение и обобщение форм, символическое значение цвета. Композиция каждой его картины строго подчинена поставленной художественной задаче. В основе всех чудинских произведений — выражение красоты, как её понимает художник: в людях, в цветах, в природе. Он не боится повторять, что «только красота — основа всего».
Живопись Чудина удивительно проста и в то же время наполнена большой жизненной мудростью. Живописный цикл «Донгуз. Овраги», созданный художником на раннем этапе творчества (1950—1960-е годы), воплощает его отношение к родной природе. Художник родился в этом замечательном уголке России, селе Донгуз с почти трехсотлетней историей. Природа Чудина никогда не изображается им повествовательно, с документальной достоверностью. Работы этого цикла, — это его обобщенные образы, навеянные воспоминаниями детства и усиленные свежими натурными впечатлениями. Наверное, ни один чудинский пейзаж не обходится без присутствия человека: деревенских жителей, соседей, юношей и девушек. Человек для него — загадка вселенной и главный концепт его творчества любого периода. Кроме того, верные спутники художника — кошки и собаки, живущие рядом с человеком, а в сельских пейзажах — коровы, лошади, овцы — часть патриархального уклада русской деревни. Кстати, цветы у Чудина — фактически живые существа, которые дышат, чувствуют… В обращении художника к цветам им может воплощаться и образ человека. В каждом цветке, как и в человеке, уникальность его природы, каждый цветок проходит подобный жизненный цикл: рождения, расцвета, увядания. Наблюдение за жизнью цветка не только вдохновляет художника красотой, но и наполняет мудростью. И неслучайно натюрморт с любимыми цветами может оказаться фоном для портрета, чаще женского. Все перечисленные «объекты»: люди и животные, деревья и растения, существующие в творчестве художника — неотъемлемые части «полноты жизни», к которым стремится мастер.
Вообще, картины В.Чудина полны яркого и сочного цвета, частого используемого в открытых и чистых сочетаниях. Безусловно, именно он в произведениях Чудина играет главенствующую роль. « К цвету отношусь с почтением: в нарядности цвета — смысл радости жизни», — говорит сам мастер. Недаром в 1960-е годы художник начал работу над так называемой «формулой цвета» и продолжал работу почти до конца своей жизни . Правда, персональная выставка Виктора Чудина «Акриловый период. Формула цвета», явившаяся своего рода итоговым отчетом, прошла в Радищевском музее в 2003 году, когда искомая им формула были приведена к определённой системе. В своих цветовых поисках Виктор Чудин был близок к своим коллегам Владимиру Солянову, Юрию Машкову, Вячеславу Лопатину и вместе с ними стал участником групповой выставки с одноименным названием в 1992 году. (Выставка состоялась в СГХМ им. А. Н. Радищева и в Энгельсском краеведческом музее.) Цвет Чудина в процессе его художнического становления, безусловно, менялся. На раннем этапе его творчества краски активно смешивались художником или накладывались друг на друга, образуя тонкие градации цвета либо бьющую через край его избыточность. В пейзажах Донгуза и Пристанного он приходит к звучной наполненности и интенсивности цвета. Художник предпочитал работать плоскостями, граничащими друг с другом, соединенные не плавным переходом, а логикой ритмического строя и композиции.
Основной группой произведений, в которых реализуются и колористические искания художника, и его жизненная философия, стали его многочастные композиции. Посредством различных образов — яблока, женского лика, женского портрета в полный рост или человеческой фигуры Чудин выражает одну и ту же идею о « пяти временах года в жизни человека». Причем эта идея, казалось бы, уже сформулированная, каждый раз находит свою интерпретацию не только в новом образе, но и в новых цветовых сочетаниях.
Формула цвета, разработанная Чудиным в циклах картин, сыграла важнейшую роль в его творчестве. Она стала инструментом для обращения художника к волнующим его темам философии бытия, темам радости жизни и конца земного пути. В них раскрываются также вопросы преемственности поколений, силы духа человека, веры в бога, к которым он обращается в настоящее время. Храм божий, лик святого или ангела, старцы, молящиеся — это образы, которые сегодня особенно волнуют Виктора Федоровича, немало пережившего и испытавшего на своем веку. «Его произведения последних лет, то безнадежно прощальные, то безудержно радостные, вновь возвращают нам веру в не случайность и не бессмысленность земного пути человека… Каждая картина воспринимается как законченная художественно-мировоззренческая сущность, каждая таит в себе целый мир эмоционально-философского постижения жизни.» (Пашкова Л. В.).
Официально в Союз художников Виктор Чудин не вступал.

## Работы находятся в собраниях
- Саратовский художественный музей имени А. Н. Радищева;
- Музей К. А. Федина город Саратов;
- Государственный художественный музей Алтайского края;
- Энгельсский краеведческий музей
- в частных коллекциях Москвы, Санкт-Петербурга, Саратова, Германии, Швейцарии, Канады, Австралии, Израиля, США.

## Известные работы художника
- "Автопортрет с ромашками" - 1956 г., холст, масло;
- "Танцующая на углях" - 1967 г., картон, масло, собрание А. Савицкого (Самара);
- "Ветер" - 1968 г., картон, масло, собрание А. Савицкого (Самара);
- "Электрификация села" - 1977 г., картон, масло, Государственный художественный музей Алтайского края (Барнаул);
- "Петух" - 1980-е г., холст, масло, Саратовский художественный музей имени А. Н. Радищева;
- "Ромашки" - 1992 г., холст, масло, Саратовский художественный музей имени А. Н. Радищева;
- "Яблоко" - 1996 г., оргалит, масло, собрание Л. Пашковой (Саратов);
- "Дорога" - 2000 г., холст, акрил, частное собрание (Самара);
- "Беженцы" - 2005 г., холст, акрил, собрание Г. Шмидта (Саратов);
- "Солнышки" - 2009 г., холст, акрил, мастерская художника (Саратов).